# 名古屋市博物館

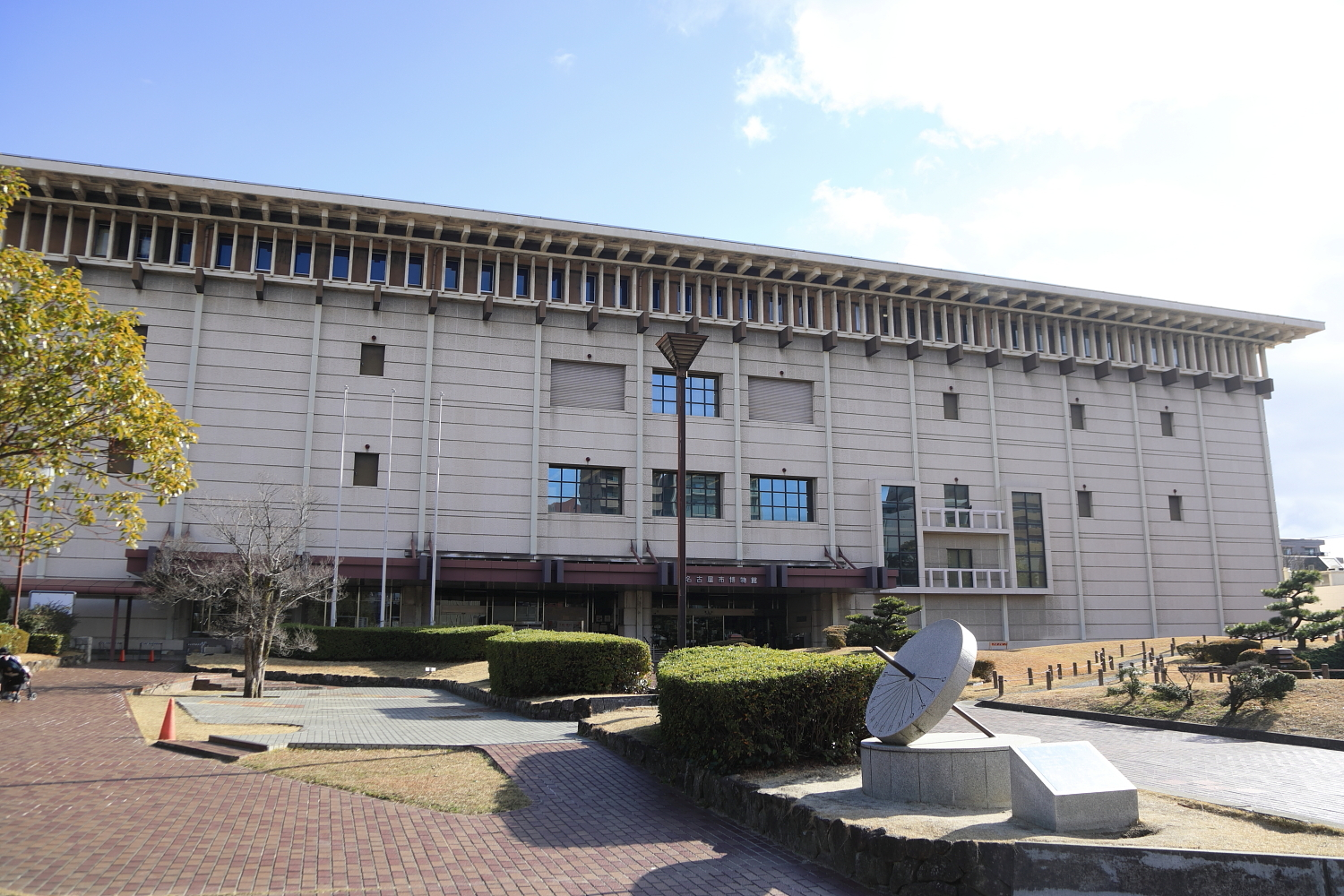

名古屋市博物館（日语：なごやしはくぶつかん）是位於日本愛知縣名古屋市瑞穗區的一座歷史博物館。2023年10月開始，該博物館暫時休館。

## 历史
該博物館開幕於1977年，是名古屋市人口突破200萬人紀念事業的一部分，並設有收藏尾張德川家舊藏書的蓬左文庫、展示豐臣秀吉和加藤清正有關資料的秀吉清正記念館兩個分館。博物館正面日本庭園的地下是名古屋市上下水道局瑞穗配水場。

## 外部連結
- 名古屋市博物館 （页面存档备份，存于）